# Михайлов, Константин Алексеевич
Константи́н Алексе́евич Миха́йлов (17 сентября 1873, Москва — 1927, Москва) — русский архитектор.

## Биография
Родился 17 сентября 1873 года в Москве. В 1892 году окончил Московское училище живописи, ваяния и зодчества (МУЖВЗ). Получил свидетельство ТСК Министерства внутренних дел на право производства работ по гражданскому строительству и дорожной части в 1898 году. В 1897, 1899, 1900 годах работал временным помощником участкового архитектора.
Жил на Новослободской улице, 50 (1910-е) и на углу Остоженки и Лесного проезда, 5, в квартире 12 (1920-е).
Скончался в 1927 году. Похоронен на Ваганьковском кладбище (10 уч.)

## Проекты и постройки в Москве
- Доходный дом (1900, Фурманный переулок, 1);
- Доходный дом (1901, Просвирин переулок, 4), надстроен;
- Доходный дом (1902, Мерзляковский переулок, 18);
- Надстройка доходного дома (1902, Сретенка, 10);
- Доходный дом (1902, Трубная улица, 22);
- Доходный дом (ок. 1905, Сущёвская улица, 29), надстроен;
- Доходный дом (1912, Последний переулок, 26).
- Доходный дом (1903, Новослободская улица, 52).